# Kateřinky (Zbraslavice)
Kateřinky (německy Katharinadorf) jsou malá vesnice, část obce Zbraslavice v okrese Kutná Hora. Nachází se asi dva kilometry severně od Zbraslavic. Kateřinky leží v katastrálním území Zbraslavice o výměře 10,86 km².

## Historie
První písemná zmínka o vesnici pochází z roku 1728.

## Fotogalerie

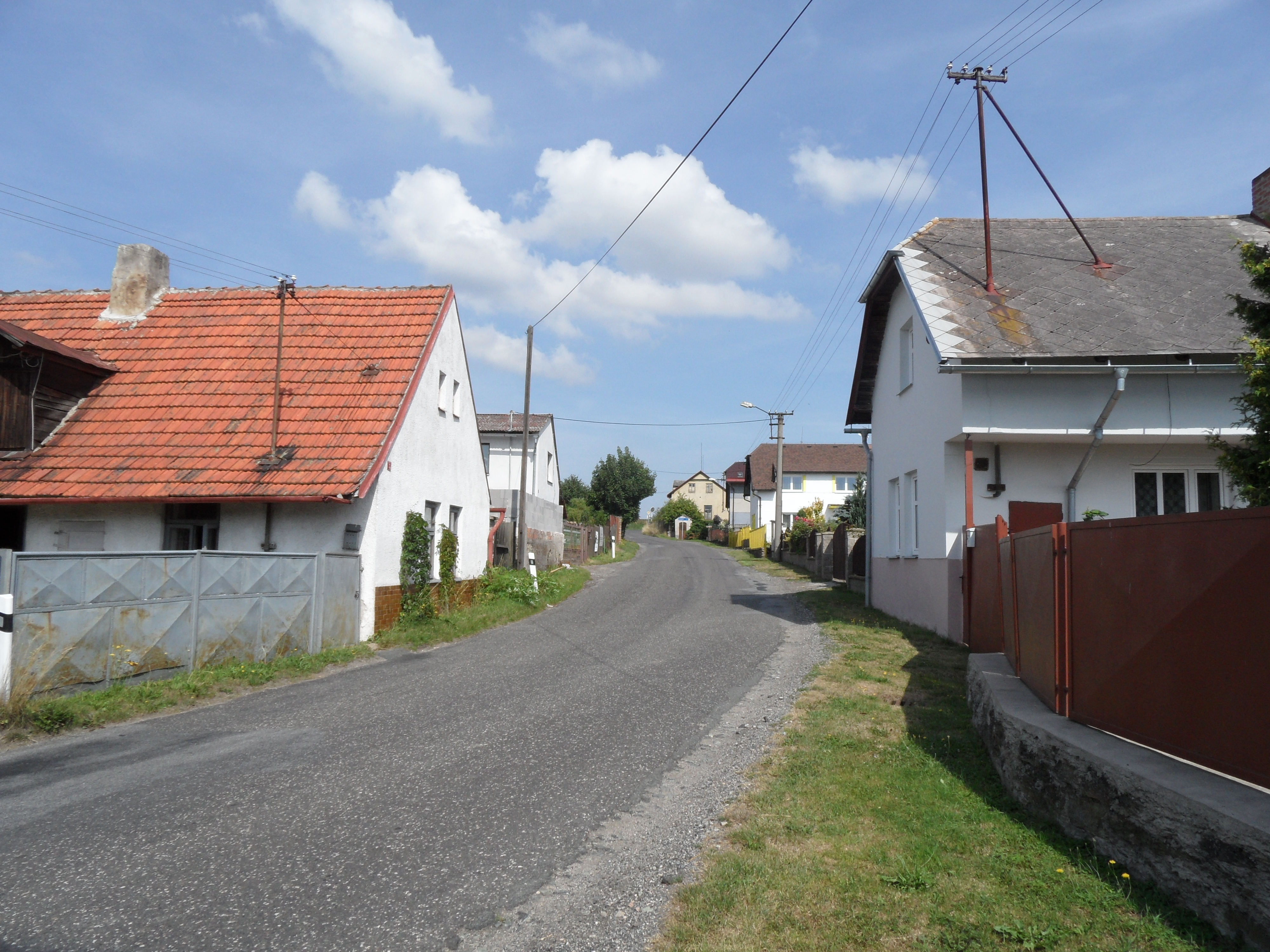
Domy podél hlavní silnice
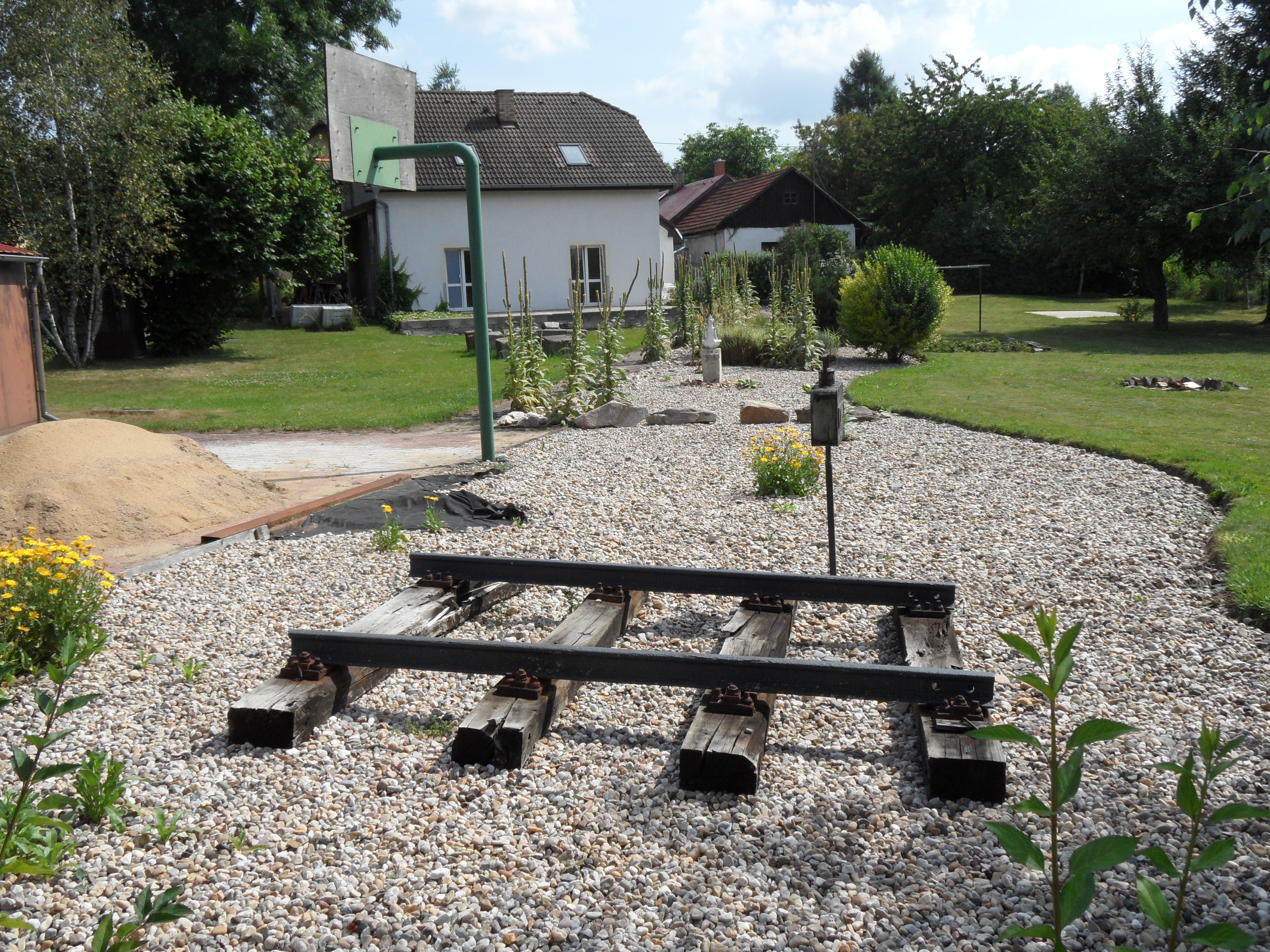
Zvláštní zátiší na zahradě
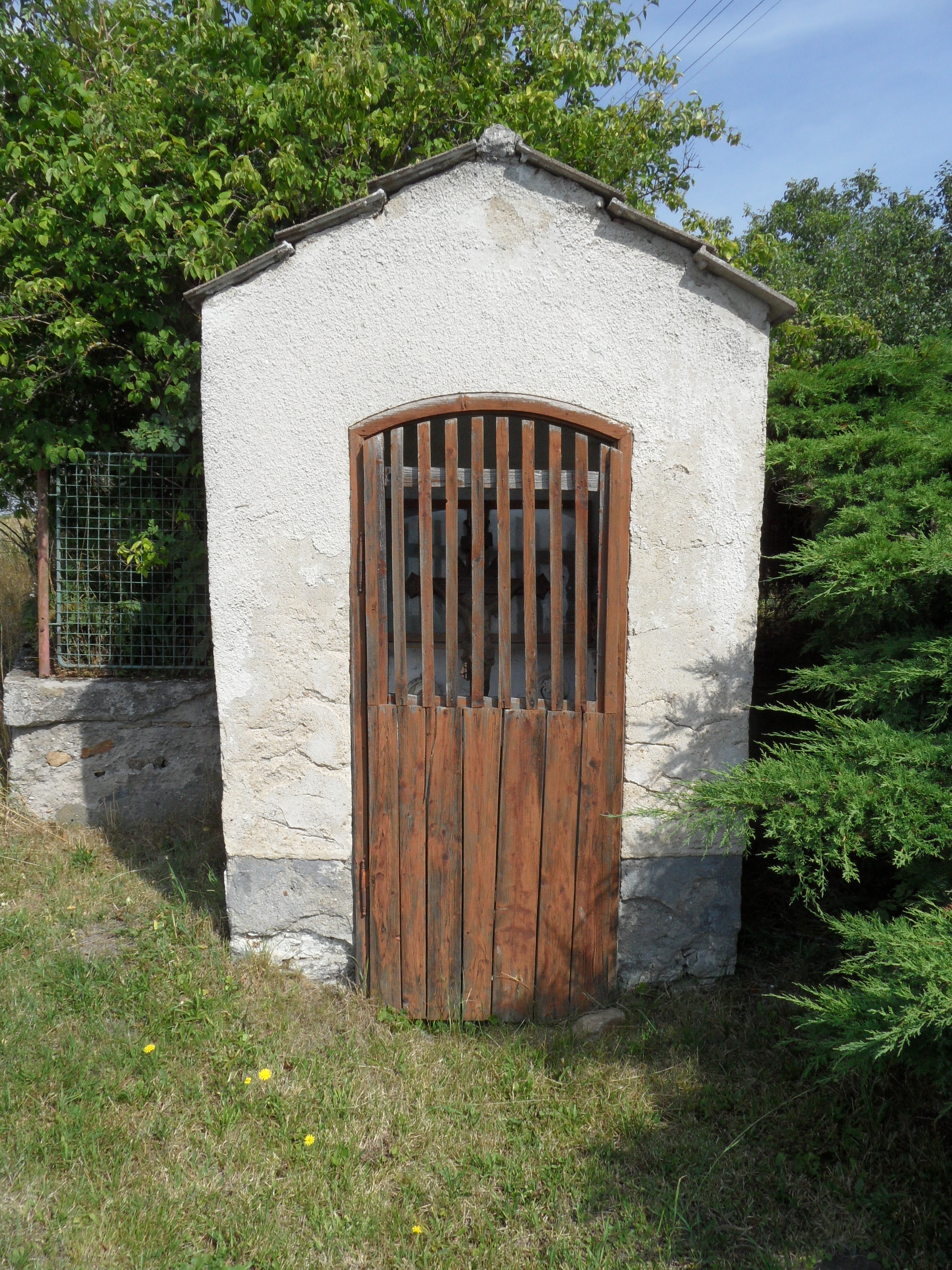
Křížek
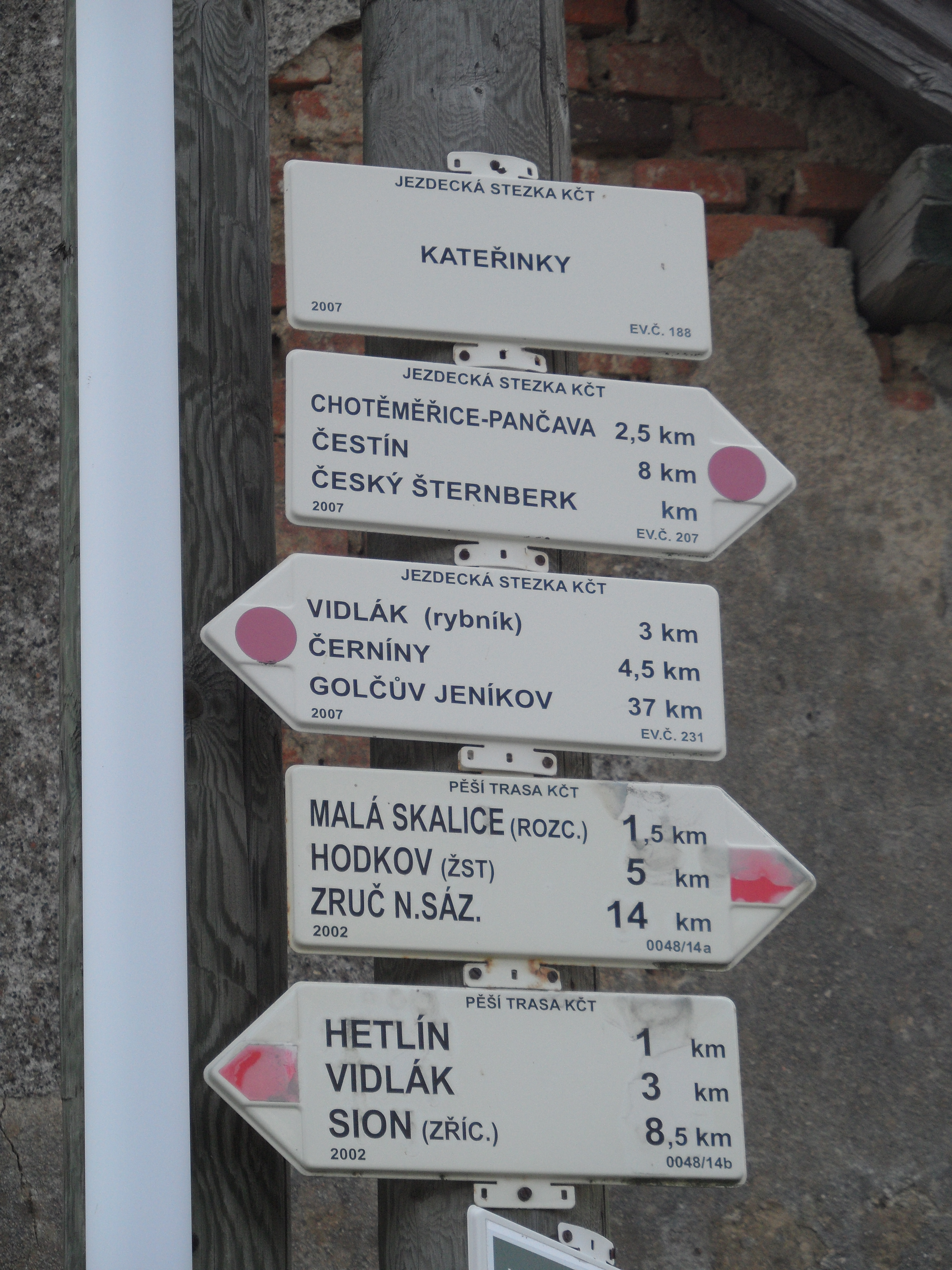
Rozcestník